# Trnávka (dopływ Ondawy)
Trnávka – rzeka we wschodniej Słowacji, prawy dopływ Ondawy w zlewisku Morza Czarnego. Długość – 35 km. 
Źródła Trnávki znajdują się na wysokości 470 m n.p.m. na wschodnim stoku szczytu Ploská w południowej części słowackich Gór Tokajsko-Slańskich, na południowy wschód od Przełęczy Dargowskiej. Początkowy odcinek Trnávki oddziela masywy Bogoty (na południu) i Mošníka (na północy) w Górach Tokajsko-Slańskich. Rzeka płynie na wschód i wypływa na Nizinę Wschodniosłowacką. Skręca na południe, przepływa przez Trebišov, koło wsi Zemplínske Hradište skręca na południowy wschód i uchodzi do Ondawy koło wsi Hraň.